# Буздякский сельсовет
Буздякский сельсовет — муниципальное образование в Буздякском районе Башкортостана.

## История
Согласно «Закону о границах, статусе и административных центрах муниципальных образований в Республике Башкортостан» имеет статус сельского поселения.
В 2008 году объединён с сельским поселением Сергеевский сельсовет.
Закон Республики Башкортостан от 19.11.2008 N 49-з «Об изменениях в административно-территориальном устройстве Республики Башкортостан в связи с объединением отдельных сельсоветов и передачей населённых пунктов», ст.1 п. 14) г) гласил:

 "Внести следующие изменения в административно-территориальное устройство Республики Башкортостан:
 объединить Буздякский и Сергеевский сельсоветы с сохранением наименования «Буздякский» с административным центром в селе Буздяк.
Включить сёла Восточное, Сергеевка, деревни Туктаркуль, хозяйства
заготскота Сергеевского сельсовета в состав Буздякского сельсовета.

Утвердить границы Буздякского сельсовета согласно представленной схематической карте.

Исключить из учётных данных Сергеевский сельсовет

## Население
| 2002    | 2009    | 2010    | 2012    | 2013    | 2014    | 2015    |
| ------- | ------- | ------- | ------- | ------- | ------- | ------- |
| 10 997  | ↗11 761 | ↘11 617 | ↘11 468 | ↘11 399 | ↘11 279 | ↘11 248 |
| 2016    | 2017    |         |         |         |         |         |
| ↘11 207 | ↘11 128 |         |         |         |         |         |

## Состав сельского поселения
| № | Населённый пункт             | Тип населённого пункта       | Население |
| - | ---------------------------- | ---------------------------- | --------- |
| 1 | Буздяк                       | село, административный центр | ↘9915     |
| 2 | Сергеевка                    | село                         | ↘702      |
| 3 | Восточное                    | село                         | ↘421      |
| 4 | Деревня Хозяйства Заготскота | деревня                      | ↗116      |
| 5 | Туктаркуль                   | деревня                      | ↘55       |